# Oceanizzazione
L'oceanizzazione è il processo di formazione di un oceano dopo un fenomeno di rift continentale. L'oceanizzazione è rimarcata dall'accrescimento di basalti oceanici nel'apertura creatasi a causa del movimento divergente delle placche continentali in allontanamento dalla zona di rift e l'ingresso di acque e di specie marine nel bacino in formazione a partire dall'area di rift.
Il termine oceanizzazione viene talvolta anche utilizzato in quei casi in cui si osserva la formazione di una nuova crosta basaltica oceanica in un'area marina, senza un'evidente zona di rift, come nel caso del mar Tirreno.